# Colenso (Sudáfrica)
Colenso es una ciudad en la provincia de KwaZulu-Natal, en Sudáfrica. Fue fundada en 1855 en las orillas del río Tugela. Fue llamada así por el obispo anglicano de Natal y defensor de la causa zulú, John William Colenso. La batalla de Colenso de la segunda guerra anglo-bóer se desarrolló allí en 1899.

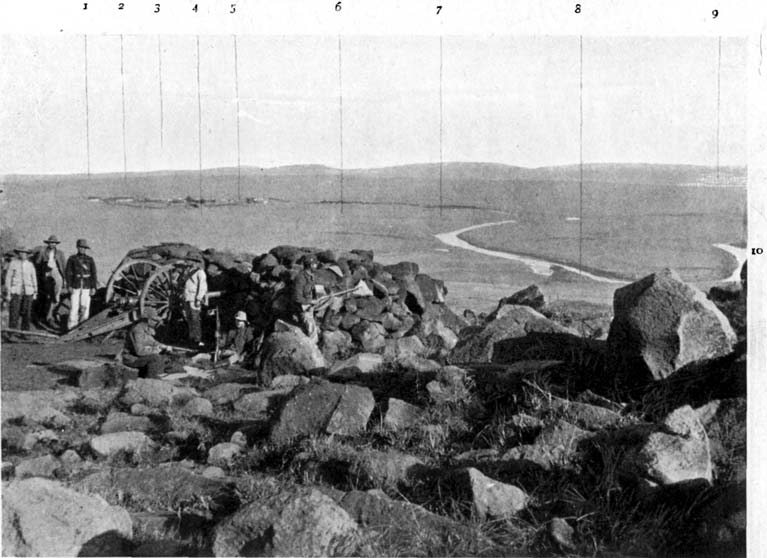
Batalla de Colenso, 15 de diciembre de 1899
1 General Louis Botha’s Commando
2 Boksburg Commando
3 Colenso
4 Krugersdorp Commando
5 Wakkerstrom Commando
6 Ermelo Commando
7 Swaziland Police
8 Ermelo Commando
9 British Camp, Chievely
10 Tugela River